# ترکه

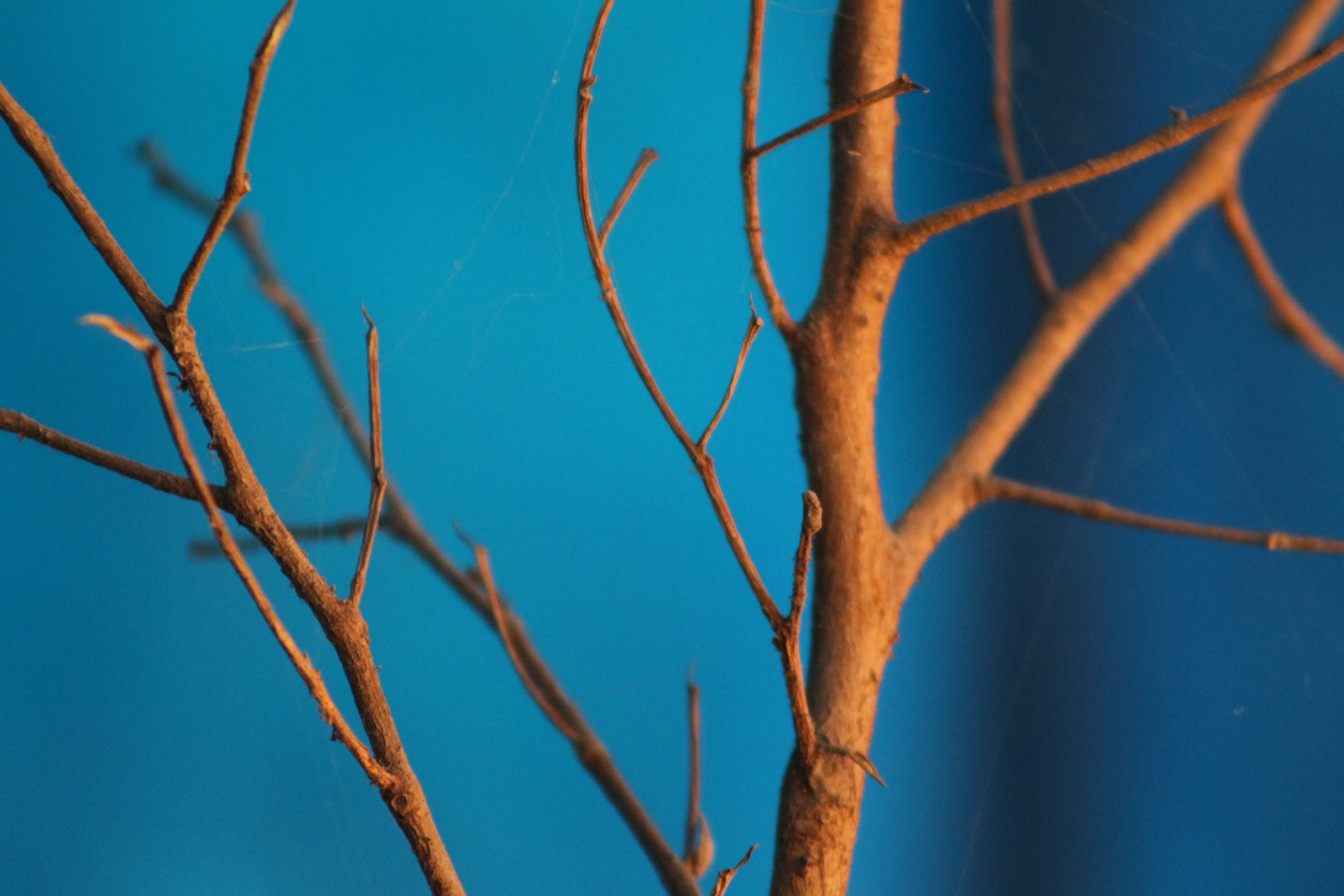
نگاره‌ای از یک‌نوع تَرکهٔ نازک (سرشاخه) درخت

تَرکه یا سرشاخه (به انگلیسی: Twig) شاخه‌ای نازک و اغلب کوتاه از یک درخت یا بوته است.

## کاربرد
ترکه‌ها می‌توانند برای آغاز آتش سودمند باشند. آن‌ها را می‌توان به‌عنوان چوب آتش‌زا استفاده نمود، و نیز شکاف بین چوب بسیار قابل اشتعال (علف و برگ‌های خشک) و هیزم را پُر کرد.